# Gita Mehta
Gita Mehta, született Gita Patnaik (Delhi, 1942. december 12. – Delhi, 2023. szeptember 16.) indiai-amerikai író, újságíró, dokumentumfilmkészítő.
Újságíróként és dokumentumfilmesként gyakran foglalkozott háborúkkal és konfliktusokkal, így az 1971-es bangladesi függetlenségi háborúval is. Íróként öt könyvet jelentetett meg, amelyeket 21 nyelvre fordítottak le. Művei az indiai élet különböző aspektusait írja le, és az országot nagyrészt a nyugati világ számára kívánta bemutatni.

## Ifjúkora, tanulmányai
Gyan és Bidzsu Patnaik gyermekeként született. Apja, Bidzsu Patnaik (1916–1997) indiai függetlenségi aktivista volt, és a függetlenség utáni Oriszában lett főminiszter. Öccse, Naveen Patnaik (1946–) 2000 óta Orisza főminisztere. Háromévesen bentlakásos iskolába került, amikor apját letartóztatták az indiai függetlenségi mozgalom tagjaként. Tanulmányait Indiában és az Egyesült Királyságban, a cambridge-i Girton College-ban végezte.

## Életútja
Televíziós dokumentumfilmeket készített és rendezett különböző brit, európai és amerikai televíziótársaságok számára. 1970–71-ben az NBC amerikai tv-társaság haditudósítója volt. Az 1971-es bangladesi függetlenségi háborúról szóló filmösszeállítását, a Dateline Bangladesh-t Indiában és külföldön is bemutatták a mozikban.
Első könyve, a Karma Cola (1979) azt a nyugati közönséget vette célba, amely az 1960-as években azt hitte, hogy azonnali spirituális megvilágosodáshoz juthat, ha Indiába megy, és talál egy gurut. A maharáni (Raj) (1989) című regényében két indiai hercegi állam hercegnőjének történetére összpontosított. Második szépirodalmi műve, A Narmadá, a szerelem folyója (A River Sutra) (1993) olyan novellák gyűjteménye, amelyek az indiai életet mutatták be a nyugati olvasók számára. A könyv az indiai mitológiából származó történeteket kapcsolta össze az akkori India életével, és a Narmada folyóval, amely India harmadik legszentebb folyója. A Snakes and Ladders (Kígyók és létrák) (1997) című könyve esszégyűjtemény Indiáról és az ország mindennapi életéről, amelyet India függetlenségének ötvenedik évfordulójára írt.
Könyveit 21 nyelvre fordították le, és felkerültek a bestseller-listákra Európában, az Egyesült Államokban és Indiában. Szépirodalmi és ismeretterjesztő művei nagyrészt India kultúrájára és történelmére, valamint ezek nyugati értelmezésére összpontosítanak. A Publishers Weeklynek adott interjújában a munkájáról azt mondta: "A modern Indiát akartam elérhetővé tenni a nyugati olvasók és az indiaiak egész generációja számára, akiknek fogalmuk sincs, mi történt 25 évvel születésük előtt." 
2019-ben India negyedik legmagasabb polgári kitüntetésére, a Padma Shri-re terjesztették fel, amit a közelgő általános választások miatt félreérthetőnek tartott és ezért visszautasította.
Művei Magyarországon az Ulpius-ház gondozásában jelentek meg. 2003-ban Kada Júlia fordításában A maharáni (Raj), majd 2007-ben a Narmadá, a szerelem folyója (A River Sutra), amelyet Greskovits Endre fordított magyarra.

## Magánélete
1965-ben kötött házasságot Sonny Mehta (1942–2019) szerkesztő-könyvkiadóval, akit cambridge-i tanulmányai idején ismert meg. Egy fiuk született, Aditya Singh Mehta. Férje 2019-ben New Yorkban elhunyt. Gita Mehta New York, London és Újdelhi között osztotta meg idejét.
2023. szeptember 16-án, 80 éves korában halt meg otthonában, Delhiben.

## Művei
- Karma Cola. Simon & Schuster, 1979[27]
- Raj, 1989[10] ISBN 978-0-671-43248-5
  - A maharáni; fordította Kada Júlia; Ulpius-ház, Budapest, 2003[20] ISBN 9639475696
- A River Sutra (novellák), 1993[10] ISBN 978-0-09-951594-4
  - Narmadá, a szerelem folyója; fordította Greskovits Endre; Ulpius-ház, Budapest, 2007[21] ISBN 9789632540696
- Snakes and Ladders: Glimpses of Modern India, London: Secker & Warburg, 1997. ISBN 0-436-20417-7[28]
- Eternal Ganesha: From Birth to Rebirth, Thames & Hudson, 2006[29]

## Fordítás
Ez a szócikk részben vagy egészben  a   Gita Mehta című angol Wikipédia-szócikk ezen változatának fordításán alapul.  Az eredeti cikk szerkesztőit annak laptörténete sorolja fel. Ez a jelzés csupán a megfogalmazás eredetét és a szerzői jogokat jelzi, nem szolgál a cikkben szereplő információk forrásmegjelöléseként.